# 도쿄 신칸센 차량 센터
도쿄 신칸센 차량 센터(일본어: 東京新幹線車両センター)는 일본 도쿄도 기타구에 있는 신칸센 차량 사업소이다. 다바타신고조역의 조차장 부지에 위치해 있다.

## 개요
주요 업무는 도쿄, 우에노 시종착 운행 시 차량
점검, 임시 수리, 청소, 작업을 관리한다.